# 飴屋町 (名古屋市)
飴屋町（あめやちょう）は、愛知県名古屋市中区にあった地名。現在の上前津一丁目・上前津二丁目・橘一丁目・富士見町の各一部に相当する。丁目は設定されていなかった。

## 地理
名古屋市中区南部に位置していた。

## 歴史

### 沿革
- 『武道要話雑抄録』によれば元禄7年、『尾張志』によれば正徳2年から宝暦13年の間に町家となったという[1]。
- 享保13年 - 『吏事随筆』に、町家の増加に伴い、町奉行の管理下に編入されたとあるという[2]。
- 明治4年 - 梅川町に編入され、一時消滅する[2]。
- 1878年（明治11年）12月20日 - 梅川町の一部を分割し、飴屋町として成立する[3]。
- 1908年（明治41年）4月1日 - 中区成立に伴い、同区飴屋町となる[3]。
- 1974年（昭和49年）5月11日 - 住居表示の実施に伴い、上前津一丁目・上前津二丁目・橘一丁目・富士見町に編入され、消滅[3]。